# Emilio Fraia
Emilio Fraia (São Paulo, 1982) é um escritor, editor e jornalista brasileiro.

## Carreira
Trabalhou como redator-chefe e editor de literatura da revista Trip, foi editor de artes visuais da revista Bravo!, além de colaborar com a revista Piauí. Editou a revista literária Givago, que divulgou novos autores no período entre 1999 e 2005. 
Escreveu o romance O verão do Chibo (2008), em parceria com Vanessa Barbara, finalista do Prêmio São Paulo de Literatura. 
Foi um dos autores selecionados para a coletânea Os melhores jovens escritores brasileiros da revista britânica Granta. É autor também da graphic novel Campo em branco (Companhia das Letras, 2013, em parceria com o quadrinista DW Ribatski). 
Entre 2009 e 2013 foi editor de literatura da Cosac Naify. Publicou no Brasil autores como Enrique Vila-Matas, Antonio Tabucchi, Macedonio Fernández, William Kennedy, Valter Hugo Mãe e Alan Pauls, entre outros. 
Atualmente é editor da Companhia das Letras. 

## Obras
- 2008 - O Verão do Chibo (com Vanessa Barbara), Alfaguara
- 2013 - Campo em branco, Companhia das Letras
- 2019 - Sebastopol, Alfaguara[3]